# Greta Stevenson
Greta Barbara Stevenson (Auckland, 10 de junho de 1911 - 18 de dezembro de 1990) foi uma botânica e micologista neozelandesa. Ela descreveu várias novas espécies de cogumelos da ordem Agaricales.

## Biografia
Stevenson nasceu em Auckland, na Nova Zelândia, em 10 de junho de 1911. Era a mais velha dos quatro filhos de William Stevenson e sua esposa Grace Mary Scott. William era o diretor-gerente da fábrica de alimentos enlatados Irvine and Stevenson. A família Stevenson mudou-se para Dunedin em 1914, e Greta estudou no Columba College  entre os anos de 1925 e 1928. Ingressou na Universidade de Otago em 1929, onde completou um PhD em micologia e patologia vegetal. Casou-se com Edgar Cone em 1936, um estudante de engenharia química, com quem teve dois filhos.